# Oșehlib, Cozmeni
Oșehlib sau Deleni (în perioada 1942–1944) (în ucraineană Ошихліби, transliterat: Oșîhlibî și în germană Oschechlib) este un sat reședință de comună în raionul Cozmeni din regiunea Cernăuți (Ucraina). Are 2,092 locuitori, preponderent ucraineni (ruteni).
Satul este situat la o altitudine de 219 metri, pe malul pârâului Sovița, în partea de centru a raionului Cozmeni.

## Istorie
Localitatea Oșehlib a făcut parte încă de la înființare din regiunea istorică Bucovina a Principatului Moldovei. Prima atestare documentară a localității datează din 2 noiembrie 1464.
După anexarea Bucovinei de către Imperiul Habsburgic în anul 1775, localitatea Oșehlib a făcut parte din Ducatul Bucovinei, guvernat de către austrieci, făcând parte din districtul Cozmeni (în germană Kotzmann). Din 1875, funcționa la Oșehlib o școală cu 4 clase.
După Unirea Bucovinei cu România la 28 noiembrie 1918, satul Oșehlib a făcut parte din componența României, în Plasa Șipenițului a județului Cernăuți. Pe atunci, majoritatea populației era formată din ucraineni, existând și o comunitate de români. 
Ca urmare a Pactului Ribbentrop-Molotov (1939), Bucovina de Nord a fost anexată de către URSS la 28 iunie 1940, reintrând în componența României în perioada 1941-1944. Apoi, Bucovina de Nord a fost reocupată de către URSS în anul 1944 și integrată în componența RSS Ucrainene. 
Începând din anul 1991, satul Oșehlib face parte din raionul Cozmeni al regiunii Cernăuți din cadrul Ucrainei independente. Conform recensământului din 1989, numărul locuitorilor care s-au declarat români plus moldoveni era de 4 (4+0), reprezentând 0,19% din populația comunei . În prezent, satul are 2.092 locuitori, preponderent ucraineni.

## Demografie
Componența lingvistică a comunei Oșehlib
     Ucraineană (98,71%)
     Alte limbi (1,15%)
Conform recensământului din 2001, majoritatea populației comunei Oșehlib era vorbitoare de ucraineană (98,71%), existând în minoritate și vorbitori de alte limbi.
1989: 2.077 (recensământ)
2007: 2.092 (estimare)

### Recensământul din 1930
Componența etnică a comunei Oșehlib (județul Cernăuți)
     Ruteni (93,75%)
     Polonezi (1,29%)
     Evrei (4,36%)
     Altă etnie (0,6%)
Componența confesională a comunei Oșehlib
     Ortodocși (94,18%)
     Mozaici (4,36%)
     Altă religie (1,46%)
Conform recensământului efectuat în 1930, populația comunei Oșehlib se ridica la 1.856 locuitori. Majoritatea locuitorilor erau ruteni (93,75%), cu o minoritate de polonezi (1,29%) și una de evrei (4,36%). Alte persoane s-au declarat: români (8 persoane), germani (2 persoane) și sârbi\croați\sloveni (1 persoană). Din punct de vedere confesional, majoritatea locuitorilor erau ortodocși (94,18%), dar existau și mozaici (4,36%). Alte persoane au declarat: greco-catolici (14 persoane) și romano-catolici (13 persoane).

## Obiective turistice
- Biserica de lemn cu hramul „Sf. Constantin” - construită în anul 1779; are și o clopotniță de lemn din aceeași perioadă[7]